# Wii Mini
Wii Mini（ウィーミニ）は、任天堂が開発、販売していた据置型ゲーム機。
2012年12月7日にカナダで発売、2013年3月22日には欧州、同年11月中旬には北米でも発売された。
欧州任天堂は2013年10月時点で、Wiiの輸入は終了しているが、Wii Miniは販売を継続しているとコメントしている。日本では未発売。
2016年6月30日に生産終了した。

## ハードウェア
Wiiから一部の機能を省いたうえで価格を安価にした廉価版である。任天堂はWii Miniをファミリーフレンドリーデザイン（family-friendly design）と呼んでおり、Wii用ソフトプレイに特化したものとしている。カラーバリエーションはRed（赤）のみ。同色のWiiリモコンとヌンチャクが同梱している。

### Wiiとの相違点
- ディスクドライブがトップローディング方式に変更[7]
- インターネット接続機能の廃止[5]
- ゲームキューブの互換機能の廃止[5]
- ゲームキューブコントローラ接続用ポートの廃止[7]
- SDカードスロットの廃止[7]
- コンポーネントAVケーブルに非対応[7]
- 上記に伴い、一部設定項目が削除されている[7]

## 仕様
- サイズ
  - 縦6.3インチ×横7.5インチ×厚み1.9インチ[8]
- 重量
  - 約700g（Wiiと比べて427g軽量化）[8]